# القوة الاجتماعية والديمقراطية
القوة الاجتماعية والديمقراطية (بالإسبانية: Poder Democrático Social)‏ هو حزب سياسي بوليفي، أسس في 1979، يقع مقره في لاباز.

## أعضاء بارزون
- كود سباركل
- تحديث القائمة

- خورخي كيروغا
- Tomasa Yarhui
- ليوبولدو فرنانديز
- María Duchen
- Juan Carlos Aranda